# Encies Baixes (Odèn)
Les Encies Baixes és una masia, actualment enrunada, del poble de Canalda, al terme municipal d'Odèn.
Situada a 1.072 m d'altitud, al vessant nord de la rasa d'Encies que passa a 75 metres a vol d'ocell de les seves parets. S'hi arriba per un camí de 600 m que surt de la masia d'Encies Altes.